# Isaías Bertín Sandoval
Juan Isaías Bertín Sandoval (Los Cabos, Baja California Sur, 19 de enero de 1989) es un abogado y político mexicano, elegido como diputado federal de Baja California en la LXV Legislatura de la Cámara de Diputados. Fue electo representante del distrito electoral federal siete, que comprende los municipios de Ensenada, Playas de Rosarito, Tecate, Mexicali y San Felipe, por el Movimiento de Regeneración Nacional.

## Trayectoria
Isaías Bertín Sandoval es Licenciado en Derecho por la Universidad Autónoma de Baja California.
En su carrera profesional, fue nombrado notificador de la Fiscalía General del Estado de Baja California desde 2011 a 2013. 
Durante su servicio público en la Dirección de Seguridad Pública de Ensenada, se desempeñó como comisionado para la consolidación del nuevo Sistema de Justicia Penal y como subdirector de profesionalización y desarrollo. 
En 2018 fue designado secretario técnico de la mesa de coordinación para la construcción de la paz, en Baja California, de la Secretaría de Seguridad y Protección Ciudadana.  
En el ámbito legislativo, brindó asesoría parlamentaria en la Junta de Coordinación Política de la XXI Legislatura del Congreso de Baja California
Fue elegido como diputado federal de la Cámara de Diputados para la LXV Legislatura, durante un periodo de 2021 a 2024. Es secretario de las comisiones legislativas de seguridad ciudadana, transparencia y anticorrupción, e integrante de justicia. 
Entre su agenda legislativa se encuentran propuestas en materia electoral, educativa y de acceso a internet. 